# Cacia (mitologia)

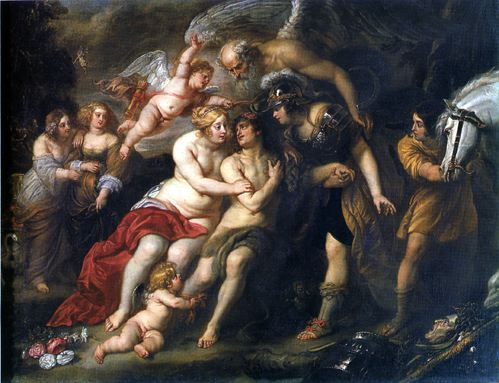
Eracle tentato da Cacia; Jan van den Hoecke, circa 1640

Cacia (in greco: Kακία, Kakia; in latino: Cacia) è la dea greca dello spirito tentatore del crimine. È raffigurata come una donna vana, grassoccia e pesantemente truccata. Cerca di invogliare gli esseri umani a diventare cattivi, e la sua più celebre tentazione è quella di traviare Eracle, il più grande e famoso degli eroi divini della mitologia greca.
Il suo opposto è Areté (Αρετη), dea della virtù.